# Manduca obscura
Manduca obscura är en fjärilsart som beskrevs av Clark 1916. Manduca obscura ingår i släktet Manduca och familjen svärmare. Inga underarter finns listade i Catalogue of Life.